# Pollicitator pollicitator
Pollicitator pollicitator är en tvåvingeart som beskrevs av Blagoderov 2000. Pollicitator pollicitator ingår i släktet Pollicitator och familjen svampmyggor. Inga underarter finns listade i Catalogue of Life.